# Otto Goritz (Sänger)

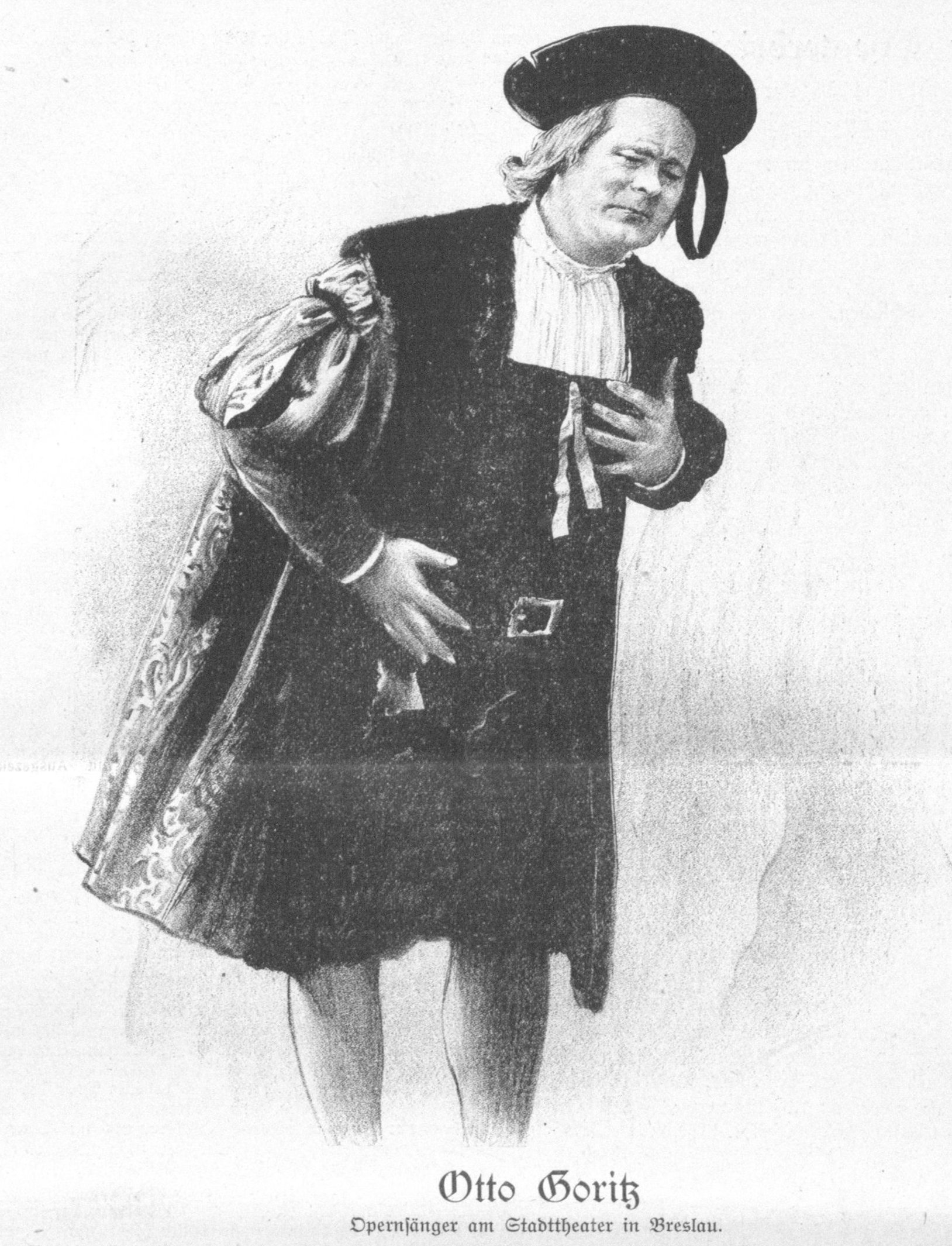
Otto Goritz im Jahre 1901

Otto Goritz (* 8. Juni 1873 in Berlin – 11. April 1929 in Hamburg) war ein deutscher Theaterschauspieler und Opernsänger (Bariton).

## Leben
Goritz, Sohn des Hofschauspielers Otto Goritz und der Sängerin Olga Nielitz, studierte bei seiner Mutter Gesang.
Zunächst arbeitete er als Schauspieler von 1888 bis 1890 am Stadttheater von Bremen und von 1892 bis 1893 am Stadttheater von Aachen.
Als Opernsänger trat er im Oktober 1895 sein erstes Engagement am Hoftheater in Neu-Strelitz an, wo er als „Matteo“ in Fra Diavolo debütierte und vier Jahre dort blieb. Er war ein beliebtes Mitglied dieser Bühne und wurde wiederholt durch Einladungen zu Hofkonzerten geehrt.
1899 trat er in den Verband des Breslauer Stadttheaters und wurde von 1901 bis 1903 ans Hamburger Stadttheater engagiert. 1903 gab er ein Gastspiel an der Wiener Staatsoper.
Danach ging er an die Metropolitan Opera nach New York (Antrittsrolle: „Klingsor“ im Parsifal, trotz Verbots aus Bayreuth), an der er sehr erfolgreich als Wagnerinterpret tätig war.
1917, mit dem Eintritt der USA in den Ersten Weltkrieg, musste er als Deutscher seine Karriere nach 14 Spielzeiten, 23 Partien und 405 Vorstellungen, alleine in New York, aufgeben und wurde als „feindlicher Ausländer“ interniert. Nach dem Krieg wollte er erneut in den USA auftreten; Demonstrationen gegen ihn veranlassten ihn jedoch, die USA zu verlassen und dort nie wieder aufzutreten.
Nach Deutschland zurückgekehrt, war er von 1920 bis 1921 erneut in Hamburg und von 1922 bis 1925 an der Großen Volksoper Berlin tätig.
Verheiratet war er mit der Schauspielerin Emma Rahé.
Otto Goritz wurde auf dem Ohlsdorfer Friedhof in Hamburg im Planquadrat R 21 (südöstlich Kapelle 2 an der Kapellenstraße) beigesetzt. Sein Grabstein, eine aus Ziegelsteinen gemauerte Stele, ist nicht mehr erhalten.

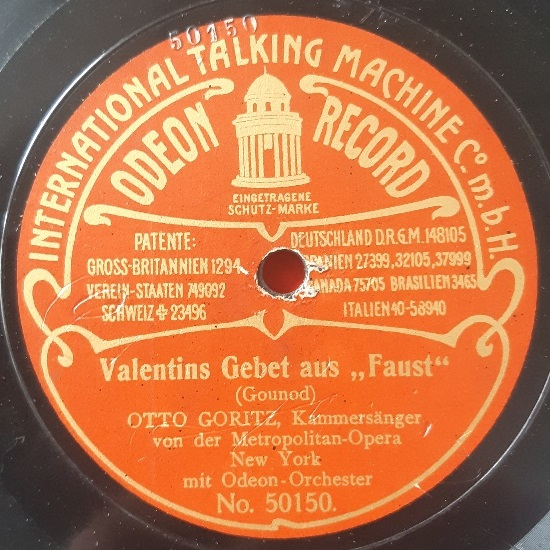
Schallplatte von Otto Goritz (Berlin 1906)

Seine ersten Schallplatten erschienen bei Odeon (Berlin 1906), weitere in den USA auf Victor (1911–13), Edison (1915) und Columbia (1916–17).